# Цолакис, Константинос
Константинос Цолакис (греч. Κωνσταντίνος Τζολάκης; родился 8 ноября 2002, Ханья, Крит, Греция) — греческий футболист, вратарь греческого клуба «Олимпиакос» и сборной Греции.

## Футбольная карьера
Цолакис — уроженец города Ханья, расположенного на острове Крит. Воспитанник футбольного клуба «Платаньяс». В 2018 году перешёл в одного из лидеров греческого футбола — клуб «Олимпиакос». 8 июля 2020 года дебютировал в чемпионате Греции в поединке против «Ариса», выйдя на замену на 78-й минуте вместо Бобби Аллена.
7 октября 2020 года продлил контракт с клубом до лета 2024 года.
Играл за юношеские сборные Греции. Ныне является игроком молодёжной сборной среди игроков не старше 21 года. Дебютировал за неё 8 октября 2020 года в отборочном поединке к Чемпионату Европы 2021 среди игроков не старше 21 года против литовской молодёжи.
29 Мая 2024 года стал обладателем Лиги конференций УЕФА сезона 2023/2024 в составе «Олимпиакоса», победив в финале «Фиорентину» со счётом 1:0

## Достижения
«Олимпиакос»
- Чемпион Греции: 2019/20
- Обладатель Кубка Греции: 2019/20
- Победитель Лиги конференций УЕФА: 2023/24

Итого: 3 трофея